# Alec Martinez
Alec Martinez (* 26. července 1987 Rochester Hills, Michigan) je profesionální americký hokejový obránce momentálně hrající v týmu Chicago Blackhawks v severoamerické lize NHL. V roce 2007 byl draftován ve 4. kole jako 95. celkově týmem Los Angeles Kings. Se stejným týmem později v sezónách 2011/2012 a 2013/2014 získal Stanley Cup.

## Statistiky

### Klubové statistiky
| Sezóna      | Klub                 | Soutěž      |     | Základní část | Základní část | Základní část | Základní část | Základní část |    | Play off | Play off | Play off | Play off | Play off |
| Sezóna      | Klub                 | Soutěž      | Z   | G             | A             | B             | TM            | Z             | G  | A        | B        | TM       |          |          |
| 2008–09     | Manchester Monarchs  | AHL         | 72  | 8             | 15            | 23            | 42            | —             | —  | —        | —        | —        |          |          |
| 2009–10     | Los Angeles Kings    | NHL         | 4   | 0             | 0             | 0             | 2             | —             | —  | —        | —        | —        |          |          |
| 2009–10     | Manchester Monarchs  | AHL         | 55  | 7             | 23            | 30            | 26            | 16            | 0  | 3        | 3        | 10       |          |          |
| 2010–11     | Manchester Monarchs  | AHL         | 20  | 5             | 11            | 16            | 14            | —             | —  | —        | —        | —        |          |          |
| 2010–11     | Los Angeles Kings    | NHL         | 60  | 5             | 11            | 16            | 18            | 6             | 0  | 1        | 1        | 2        |          |          |
| 2011–12     | Los Angeles Kings    | NHL         | 51  | 6             | 6             | 12            | 8             | 20            | 1  | 2        | 3        | 8        |          |          |
| 2012–13     | TPS Turku            | SM-l        | 11  | 1             | 1             | 2             | 8             | —             | —  | —        | —        | —        |          |          |
| 2012–13     | Allen Americans      | CHL         | 3   | 1             | 1             | 2             | 0             | —             | —  | —        | —        | —        |          |          |
| 2012–13     | Los Angeles Kings    | NHL         | 27  | 1             | 4             | 5             | 10            | 7             | 0  | 2        | 2        | 8        |          |          |
| 2013–14     | Los Angeles Kings    | NHL         | 61  | 11            | 11            | 22            | 14            | 26            | 5  | 5        | 10       | 12       |          |          |
| 2014–15     | Los Angeles Kings    | NHL         | 56  | 6             | 16            | 22            | 10            | —             | —  | —        | —        | —        |          |          |
| 2015–16     | Los Angeles Kings    | NHL         | 78  | 10            | 21            | 31            | 40            | 1             | 0  | 0        | 0        | 0        |          |          |
| 2016–17     | Los Angeles Kings    | NHL         | 82  | 9             | 30            | 39            | 24            | —             | —  | —        | —        | —        |          |          |
| 2017–18     | Los Angeles Kings    | NHL         | 77  | 9             | 16            | 25            | 34            | 4             | 0  | 0        | 0        | 0        |          |          |
| 2018–19     | Los Angeles Kings    | NHL         | 60  | 4             | 14            | 18            | 8             | —             | —  | —        | —        | —        |          |          |
| 2019–20     | Los Angeles Kings    | NHL         | 41  | 1             | 7             | 8             | 17            | —             | —  | —        | —        | —        |          |          |
| 2019–20     | Vegas Golden Knights | NHL         | 10  | 2             | 6             | 8             | 6             | 20            | 2  | 6        | 8        | 4        |          |          |
| 2020–21     | Vegas Golden Knights | NHL         | 53  | 9             | 23            | 32            | 12            | 19            | 4  | 2        | 6        | 9        |          |          |
| 2021–22     | Vegas Golden Knights | NHL         | 26  | 3             | 5             | 8             | 4             | —             | —  | —        | —        | —        |          |          |
| 2022–23     | Vegas Golden Knights | NHL         | 77  | 3             | 11            | 14            | 29            | 22            | 2  | 5        | 7        | 4        |          |          |
| 2023–24     | Vegas Golden Knights | NHL         | 55  | 4             | 13            | 17            | 6             | 6             | 0  | 0        | 0        | 0        |          |          |
| 2024–25     | Chicago Blackhawks   | NHL         | 44  | 5             | 7             | 12            | 8             | —             | —  | —        | —        | —        |          |          |
| NHL celkově | NHL celkově          | NHL celkově | 862 | 88            | 201           | 289           | 250           | 131           | 14 | 23       | 37       | 47       |          |          |

### Reprezentační statistiky
| Rok                            | Tým                            | Soutěž                         | Z  | G | A | B | TM |
| ------------------------------ | ------------------------------ | ------------------------------ | -- | - | - | - | -- |
| 2018                           | USA                            | MS                             | 10 | 1 | 2 | 3 | 4  |
| 2019                           | USA                            | MS                             | 8  | 0 | 4 | 4 | 0  |
| Seniorská reprezentace celkově | Seniorská reprezentace celkově | Seniorská reprezentace celkově | 18 | 1 | 6 | 7 | 4  |